# الابسيديريان للطفولة المبكرة
كان مشروع كارولينا أبيكاراريان تجربة محكمة أجريت في عام 1972 في كارولينا الشمالية، الولايات المتحدة، من قبل معهد فرانك بورتر غراهام لتنمية الطفل لدراسة الفوائد المحتملة لتعليم الطفولة المبكرة للأطفال الفقراء من أجل تعزيز الاستعداد المدرسي.
وقد وجد أن الأطفال الفقراء في سنواتهم الدراسية الأولى يتخلفون عن الآخرين، مما يشير إلى أنهم كانوا غير مهيئين للدراسة. [1] استلهم مشروع Abecedarian من حقيقة أن القليل من برامج الطفولة المبكرة الأخرى يمكن أن توفر بيئة جيدة التحكم بشكل كاف لتحديد مدى فعالية التدريب في مرحلة الطفولة المبكرة.

## التكلفة
وبلغت التكلفة الإجمالية لكل طفل للمشروع 22525 دولار، أو ما يعادل 900 13 دولار لكل من السنوات الخمس (بدولارات عام 2002)؛ وقد قدرت ماس أند بارنت 2002 أن التكلفة الإجمالية الإجمالية لبرنامج مماثل لجميع الأطفال الفقراء في عام 2002 ستكون 3 مليارات دولار.

## الانتقادات
وقد نصح بعض الباحثين الحذر بشأن نتائج إيجابية ذكرت من المشروع. من بين أمور أخرى، أشاروا إلى وجود تناقضات تحليلية في التقارير المنشورة، بما في ذلك تغييرات غير مفسرة في أحجام العينات بين التقييمات والمنشورات المختلفة. وقد أشار هيرمان سبيتز إلى أن اختلاف متوسط القدرة المعرفية من نفس الحجم إلى الفرق النهائي بين مجموعة التدخل والمجموعة الضابطة كان واضحًا في الاختبارات الإدراكية بالفعل في عمر ستة أشهر، مما يشير إلى أن «أربع سنوات ونصف من التدخل الشامل انتهت بدون تأثير فعلي.» اقترح سبيتز أن اختلاف معدل الذكاء بين مجموعة التدخل والمجموعة الضابطة ربما كان موجودًا منذ البداية بسبب التعشية العشوائية. [8] في الواقع، من المعروف أن التوزيع العشوائي تعرض للاختراق في البرنامج Abecedarian ، حيث تم تعيين سبع عائلات المجموعة التجريبية وعائلة واحدة تم إسقاطها إلى المجموعة الضابطة بالتنصل من البرنامج بعد معرفة مهمتهم العشوائية.

## روابط خارجية
- الموقع الرسمي لThe Abecedarian Project

## كتب حوله
يوجد عدد من الكتب باللغة الإنجليزية حول هذه الموضوع منها:
- Campbell, Frances A., Craig T. Ramey, Elizabeth Pungello, Joseph Sparling, and Shari Miller-Johnson. “Early Childhood Education: Young Adult Outcomes From the Abecedarian Project,” Applied Developmental Science, 2002, vol. 6, no. 1, pp. 42-57.
- Leonard N. Masse and W. Steven Barnett, A Benefit-Cost Analysis of the Abecedarian Early Childhood Intervention, New Brunswick, N.J.: National Institute for Early Education Research, 2002. https://web.archive.org/web/20030315145225/http://nieer.org/resources/research/AbecedarianStudy.pdf
- Campbell, Frances A., Elizabeth Pungello, Shari Miller-Johnson, Margaret Burchinal, and Craig T. Ramey. “The Development of Cognitive and Academic Abilities: Growth Curves From an Early Childhood Educational Experiment,” Developmental Psychology, 2001, vol. 37, no. 2, pp. 231-242.
- تم ترجمة منهاج باسم (منهاج الابسيديريان للطفولة المبكرة) بدعم من اليونيسيف